# Guerrouaou
Guerrouaou ou Guerouaou (em árabe: قرواو) é uma cidade e comuna localizada na província de Blida, Argélia. Segundo o censo de 2008, a população total da cidade era de 17 297 habitantes.